# San Pablo Etla (kommun)
San Pablo Etla är en kommun i Mexiko.   Den ligger i delstaten Oaxaca, i den sydöstra delen av landet, 400 km sydost om huvudstaden Mexico City.
Följande samhällen finns i San Pablo Etla:
- San Pablo Etla
- Barrio Morelos
- Poblado Morelos
- La Borcelana